# Coelotes italicus
Coelotes italicus là một loài nhện trong họ Amaurobiidae.
Loài này thuộc chi Coelotes. Coelotes italicus được miêu tả năm 1956 bởi Kritscher.